# Волково (Бабаєвський район)
Волково (рос. Волково) — присілок в Бабаєвському районі Вологодської області.
Входить до складу Борисовського сільського поселення (з 1 січня 2006 року по 13 квітня 2009 року входило до Новолукінського сільського поселення).

## Географія
Відстань по автодорозі до районного центру Бабаєво — 72 км, до центру муніципального утворення села Борисово-Судське по прямій — 7 км. Найближчі населені пункти — с. Афанасьєвська, с. Ігнатово, с. Нове Лукіно. Станом на 2002 рік проживало 87 чоловік.